# Freakangel
Freakangel ist ein estnisches Electronic-Industrial-Rock-Projekt. Es wurde Ende 2009 von D. Darling als ein Nebenprojekt zu Suicidal Romance gegründet.

## Geschichte
Die Band ist bei Alfa Matrix unter Vertrag und hat bisher drei Alben veröffentlicht: The Faults of Humanity (in Japan via Deathwatch Asia veröffentlicht), Let It All End und The Ones to Fall.
Außerdem veröffentlichten sie die DVD The Faults of Humanity: live sowie zwei digitale EPs: Porcelain Doll und The Book of Violence. Seit der Gründung tourten Freakangel bereits in Russland, Finnland, Deutschland, Polen und den Niederlanden. Sie spielten auf diversen Festivals, darunter das Wave-Gotik-Treffen, Castle Party, Summer Darkness und absolvierten eine Reihe von Clubauftritten.
Das Video zu Ones to Fall wurde über Crowdfunding bei Indiegogo finanziert. Die Band erhielt innerhalb von 40 Tagen 2500 Euro, gestecktes Ziel waren 1500 Euro.

## Stil
Freakangel verbinden in ihrem Mix unterschiedliche Richtungen alternativer Musikstile, wie Industrial, Metal und Electro.

## Diskografie

### Alben
- 2010: The Faults of Humanity
- 2010: Digital Deviations
- 2012: Let It All End
- 2013: The Ones to Fall
- 2017: How The Ghost Became

### Live-Alben
- 2015: The Show of Violence

### Digitale EPs
- 2012: Porcelain Doll
- 2013: The Book of Violence
- 2014: Into the Fire
- 2017: In the Witch House
- 2018: Death Walks With Us

### DVDs
- 2012: The Faults of Humanity: live
- 2015: The Show of Violence

### Remixe für andere Künstler
- A7IE – Lullaby of Pain
- Alien Vampires – Evil Bloody Music
- Armageddon Dildos – House of Pain
- Ayria – Bad List
- Caustic – Collide with Me
- Cryogenic Echelon – Demigod
- Cygnosic – The Fallen
- Dawn of Ashes – Further into the Abyss
- Detroit Diesel – Lost Signal
- Die Sektor – The Final Electro Delusion
- Experiment Haywire – Blacklist
- FGFC820 – Lost
- Formalin – Collider
- Grendel – Out of My Mind
- I:Scintilla – Swimmers Can Drown
- Kant Kino – Forgotten Faces
- Latexxx Teens – Nemesi
- Leather Strip – Body Machine Body
- Nitro/Noise – Drowning
- Psionic – Self Revelation
- Psy’aviah – OK
- R.I.P. – Temporary Evacuation 27.04.86
- Reaxion Guerrilla – I Hate You
- Shiv-R – Dead Eyes
- Suicide Inside – Till the End of Time
- Terrolokaust – Exposed to the Wrath
- Unter Null – Broken Heart Cliche
- William Control – Perfect Servant
- Wynardtage – Broken Illusions
- XP8 – Burning Down